# Aleksandra Gaworska
Aleksandra Gaworska (* 7. November 1995 in Bełchatów) ist eine polnische Sprinterin und Hürdenläuferin, die sich die 400-Meter-Distanz spezialisiert hat und besonders mit der polnischen 4-mal-400-Meter-Staffel erfolgreich ist.

## Sportliche Laufbahn
Ihren ersten internationalen Wettkampf bestritt Aleksandra Gaworska im Jahr 2017 bei den U23-Europameisterschaften in Bydgoszcz und gewann dort mit der polnischen 4-mal-400-Meter-Staffel in 3:29,66 min die Goldmedaille und belegte im 400-Meter-Hürdenlauf in 56,94 s den vierten Platz. Sie wurde daraufhin für die polnische Stafette für die Weltmeisterschaften in London nominiert, mit der sie im Finale in  3:25,41 min die Bronzemedaille hinter den Teams aus den Vereinigten Staaten und dem Vereinigten Königreich gewann. Bei der Sommer-Universiade in Taipeh belegte sie über die Hürden in 57,25 s erneut den vierten Platz und gewann mit der Staffel die Goldmedaille, kam diesmal aber nur im Vorlauf zum Einsatz. 2018 gewann sie bei den Hallenweltmeisterschaften in Birmingham in 3:26,09 min die Silbermedaille mit der Staffel hinter den Vereinigten Staaten und 2021 gewann sie bei den Halleneuropameisterschaften in Toruń in 3:29,94 min die Bronzemedaille hinter den Niederlanden und dem Vereinigten Königreich. Anfang Mai verpasste sie dann bei den World Athletics Relays im heimischen Chorzów mit 3:17,92 min den Finaleinzug in der Mixed-Staffel. Im Jahr darauf startete sie mit der Frauenstaffel bei den Hallenweltmeisterschaften in Belgrad und verhalf dem Team zum Finaleinzug und trug somit zum Gewinn der Bronzemedaille durch die polnische Mannschaft bei.

## Persönliche Bestzeiten
- 400 Meter: 52,45 s, 2. Juni 2017 in Bydgoszcz
  - 400 Meter (Halle): 52,63 s, 18. Februar 2018 in Toruń
- 400 Meter Hürden: 56,87 s, 4. Juni 2017 in Radom